# Android 13
Android 13は、Googleが主導するOpen Handset Allianceによって開発されたモバイルオペレーティングシステムのAndroidの13番目のメジャーリリースである。コードネームは「Tiramisu」。 
最初のプレビューバージョンは2022年2月10日にリリースされた。
Android 13 を搭載した最初のスマートフォンは、Google Pixel 7 および 7 Pro となる。

## 履歴

Android 13は、2022年2月10日に投稿されたAndroidブログで発表された。最初の開発者向けプレビューがすぐにリリースされた。これはAndroid 12の安定版から約4ヶ月後のリリースとなる。3月にはDeveloper Preview 2がリリースされた。4月時点の予定では、ベータ1が4月、ベータ2が5月、ベータ3が6月、ベータ4が7月にリリースされる予定である。プラットフォームの安定版は、ベータ3で到達する予定。正式版は8月15日にGoogle Pixelを対象として配信された。
なおPixel 3とPixel 3aはサポートが終了され、対応機種はPixel 4以降となる。

## 特徴
Android 12から引き続き、プライバシー、セキュリティ、UIの最適化の改善に焦点が置かれている。

### プライバシー
Android 13には、ユーザー向けと開発者向けの両方で、ユーザーのプライバシーを強化することを目的とした新機能が含まれている。
新しいメディアピッカーが追加された。これにより、ユーザーはアプリがアクセスできる写真や動画を選択できるようになり、プライバシーが向上する。しかし、ほとんどのアプリではまだこのピッカーを実装されていない。さらに、新しい権限であるNEARBY_WIFI_DEVICESも導入する。以前は、Wi-FiとGPSのアクセス許可は、「位置情報」に束ねられていた。しかし、この変更により、アプリは、より広範な位置情報へのアクセスを要求することなく、近くのデバイスやネットワークを検索できるようになった。
アプリは、通知を送信する前に、ユーザーに許可が必要になった。
また、新しいランタイム権限機能が、免除されない通知を送信するアプリに追加されている。これにより、ユーザーは自分にとって最も重要な通知に集中できるようになった。

### ユーザーエクスペリエンス
インターネット トグルなどのダイアログ ウィンドウに小さな変更が加えられ、デザイン言語により適合するようになった。 Developer Preview 2 の時点で、メディア プレーヤーが再設計され、アルバム カバーを背景として使用できるようになった。また、多くのユーザー コントロールが追加された。初期のプレビューでは、サイレント モードでは触覚を含むバイブレーションが無効化されていた。 しかし、ベータ版で有効化された。マルチユーザー機能が改善され、ゲストユーザーからアクセスできるアプリを選択できるようになった。 アプリ データはユーザー間でサンドボックス化されるようになったため、共有されなくなった。

### 新機能
Bluetooth LE AudioやLC3 audio codecにサポートにより、複数の Bluetooth デバイス間でオーディオを同時に受信および共有できるようになった。また、接続されたデバイスがサポートしている場合、オーディオ品質とバッテリー寿命も改善する。通知を長押ししてドラッグすると、通知を分割画面で開くことができるようになった。 この機能は、スマートフォンだけでなくタブレットでも利用できる。
Beta2の時点で、Pixelランチャーに新しい「統合された」検索バーが追加され、インターネットだけでなく、ローカル アプリやアクティビティからの検索もできるようになった。 Google は、今後のリリースでこの検索ツールの機能を拡張する予定。

### 微調整
画面分割がアプリの変更後も維持されるようになった。他のアプリとランチャーを使用でき、分割画面アプリは概要メニューで一緒にペアリングされたままになる。アニメーションが改善され、特に Pixel 6 シリーズの指紋センサー部分が光るようになった。ロック画面でのオーバーフロー通知はバーではなく動的にサイズ変更されたピルに格納され、時計もわずかに小さくなった。アプリ ラベルのフォントが Pixel Launcher で変更され、ユーザー エクスペリエンス全体に微妙な触覚が追加された。イースターエッグはBeta4まではAndroid 12 のままだったが、Android バージョンは設定とクイック設定パネルでの表示が「Tiramisu」に変更された。Developer Preview 2 の時点で、「Tiramisu」は「13」に置き換えられた。統合された検索バーには、新しいスムーズなアニメーションとトランジションが追加された。